# Cyphon lucidus
Cyphon lucidus es una especie de coleóptero de la familia Scirtidae.

## Distribución geográfica
Habita en Nueva Caledonia.